# Acrodontidae
Acrodontidae — родина вимерлих акул, що існувала у палеозої та мезозої з пермі по палеоцен (300-56 млн років тому). Вимерли, можливо, через конкуренцію з іншими акулами.